# Pfarrkirche Lehenrotte

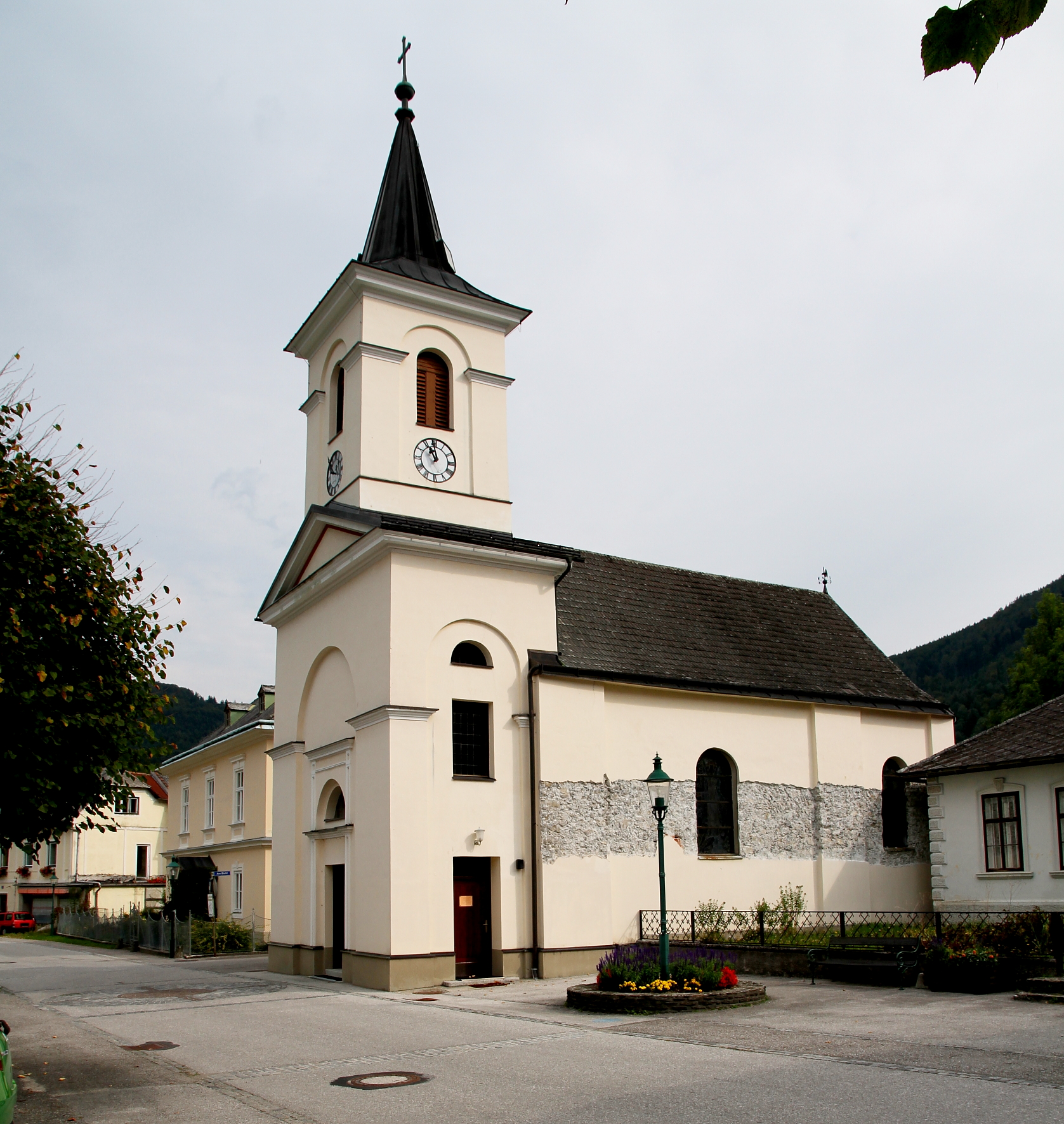
Katholische Pfarrkirche hl. Leonhard in Lehenrotte

Die römisch-katholische Pfarrkirche Lehenrotte steht in der Ortschaft Lehenrotte in der Marktgemeinde Türnitz im Bezirk Lilienfeld in Niederösterreich. Die dem Patrozinium des Heiligen Leonhard von Limoges unterstellte Pfarrkirche gehört zum Dekanat Lilienfeld in der Diözese St. Pölten. Die Kirche steht unter Denkmalschutz (Listeneintrag).

## Geschichte
Im 17. Jahrhundert bestand eine Kapelle als Filiale der Pfarrkirche Türnitz. Die Pfarre wurde 1785 gegründet und dem Stift Lilienfeld inkorporiert.
Der Kirchenbau aus 1785 wurde 1854 erweitert. 1961 war eine Restaurierung. Im Zuge der Außenrestaurierung 1982 wurde die Sakristei an der Nordseite abgetragen.

## Architektur
Der josephinische Kirchenbau aus 1785 bildet mit dem gleichzeitig erbauten und 1882 aufgestockten Pfarrhof und der sogenannten Alten Schule ein Bauensemble.
Das Kirchenäußere zeigt einen genordeten Kirchenbau mit einem flachbogigen Schluss und einem Südturm. Die Portalvorhalle aus 1854 ist platzlgewölbt. Die Fassaden zeigen eine Gliederung mit breiten Lisenen und Rundbogenfenstern, die etwas eingezogene Vorhalle hat eine Fassade mit einer Blendbogengliederung. Der Dachreiter hat rundbogige Schallfenster und trägt einen geknickten achtseitigen Spitzhelm.
Das Kircheninnere zeigt ein Langhaus unter einer Flachdecke, einen Triumphbogen mit einer barocken Wappenkartusche Stift Lilienfeld und einen abgegrenzten Chor. Die Glasmalereien mit den Darstellungen Gefangennahme Christi, Kreuzigung und hl. Georg schuf der Glasmaler Alfred Basel mit dem Glasmaler Rudolf Leutgeb 1912.

## Einrichtung
Der Hochaltar aus 1835 zeigt sich in barocken Formen und zeigt das Altarbild hl. Leonhard gemalt von M. Mayer 1826.
Eine Kopie des Sonntagberger Gnadenbildes entstand im 17. Jahrhundert. Die Konsolfiguren Herz Jesu und Maria entstanden um 1900. Die Kreuzwegbilder malte Rupert Lorenz 1911 nach M. von Feuerstein. Der Taufstein ist klassizistisch gestaltet.
Die Orgel baute Matthias Metall 1805.